# Scream! If you can – Wer Angst hat, verliert…
Scream! If you can – Wer Angst hat, verliert… war eine deutsche Mystery-Fernsehshow, die auf der britischen Show Release the Hounds des Senders ITV2 basierte. Sie wurde von Thore Schölermann moderiert und am 1. März 2014 erstmals auf ProSieben ausgestrahlt. Produziert wurde die Sendung in einem Wald in der Nähe von London.

## Vorbild
Die Fernsehshow basiert auf der britischen Reality-Show Release the Hounds, die im Oktober 2013 auf dem Fernsehsender ITV2 ausgestrahlt wurde. Moderiert wird die Show von Reggie Yates. Die Show brachte dem Fernsehsender die beste Einschaltquote seit zehn Jahren ein. Aufgrund des Erfolges wurden für das Frühjahr 2014 weitere Folgen geordert.

## Konzept
In der Fernsehshow müssen fünf Freunde während einer Nacht in einem Wald fünf verschiedene Aufgaben bewältigen. Sie können dabei bis zu 70.000 Euro gewinnen.
Die Kandidaten werden vor Sonnenuntergang in den Wald geschickt. Dort müssen sie nacheinander fünf Stationen anlaufen. Währenddessen geht die Sonne unter, sodass die meisten Aufgaben bei Dunkelheit zu bewältigen sind. Jede Station entstammt dabei gängigen Themen aus Horrorfilmen (z. B. gekreuzigte Vogelscheuchen, Auto mit Leiche im Kofferraum, einsame Hütte im Wald mit menschlichen Organen, Friedhof, gehängte sprechende Kinderpuppe). An jeder Station muss ein Schlüssel gefunden werden.
Nach jedem gefundenen Schlüssel entscheiden die Kandidaten, wer von ihnen die Gruppe mit dem Schlüssel verlässt. Dieser geht zurück zu einer Art Camp im Wald. Dort kann mit Hilfe des Schlüssels jeweils eine von fünf Geldkisten geöffnet werden. Das Geld ist für das Team jedoch erst gewonnen, wenn der Kandidat sich und das in einen Rucksack gepackte Geld nach einem 90-Meter-Lauf sicher über eine Mauer befördert. Er wird dabei von Hunden verfolgt, die mit einem gewissen Abstand hinter dem Kandidaten starten und versuchen, diesen einzuholen und zu Boden zu werfen.
Der Geldbetrag in den Kisten steigt von 666 Euro in der ersten bis zu 33.333 Euro in der fünften Kiste. Gleichzeitig schrumpft der Vorsprung, mit dem die Kandidaten vor den Hunden starten.

## Ausgabe
| Ausgabe | Datum        | erspielte Geldsumme | Einschaltquoten    | Einschaltquoten             | Einschaltquoten      | Einschaltquoten               | Quelle |
| Ausgabe | Datum        | erspielte Geldsumme | Zuschauer (gesamt) | Zuschauer (14 bis 49 Jahre) | Marktanteil (gesamt) | Marktanteil (14 bis 49 Jahre) | Quelle |
| ------- | ------------ | ------------------- | ------------------ | --------------------------- | -------------------- | ----------------------------- | ------ |
| 01      | 1. März 2014 | 35.515 €            | 1,33 Mio.          | 0,95 Mio.                   | 4,3 %                | 9,1 %                         | [ 3 ]  |

## Rezeption
Bereits im Vorfeld der Sendung kritisierte der Verband für das Deutsche Hundewesen (VDH) den Einsatz von Hunden in dieser Show. Hunde würden darin „als Bestien dargestellt, die den Kandidaten jagen“. Dadurch würden bei den Zuschauern „Ängste und Vorurteile geschürt“.
Der SPD-Politiker Martin Dörmann bemängelte vor Ausstrahlung der ersten Folge, dass „der Umgang mit scharfen und abgerichteten Hunden“ nicht richtig wäre. Wörtlich meinte er, dass „Hunde auf Menschen anzusetzen ist letztlich nicht zu verantworten, weil immer etwas schief gehen kann und Nachahmer zu befürchten sind. ProSieben sollte auf solche Aktionen bei der Show verzichten“. Der ProSieben-Sprecher Christoph Körfer stellte daraufhin klar, dass es „im deutschen Fernsehen schon deutlich gefährlichere Shows“ gab. Außerdem wurden die Kandidaten sehr speziell gecastet.
Nach der ersten Ausgabe erhielt die Show hauptsächlich negative Kritik. Vor allem die langweiligen Schockmomente wurden kritisiert.
Manuel Nunez Sanchez meinte auf Quotenmeter.de, dass die „Umsetzung eines prinzipiell spannenden Projekts“ kläglich gescheitert sei. Er war fassungslos, dass man „das dilettantische Laientheater“ ertragen musste. Außerdem fragte er sich, „wie man eine solche Show ernsthaft als große Samstagabendunterhaltung anbieten kann“. Insgesamt bezeichnete er die Show als „lahmer Waldspaziergang mit knuffigen Hunden“ und fand, dass sich ProSieben mit dem Projekt „gelinde gesagt nicht gerade mit Ruhm bekleckert“.
Auch Gesa Schwanke von Bild.de fand, dass die Show eher eine „Lachnummer“ darstellte, als eine „Grusel-Show“. Sie stellte fest, dass der Ort unheimlich wirken sollte, aber für „den TV-Zuschauer leider über weite Strecken unfassbar unecht“ erschien. Sie fand es schade, „dass weder lebendige Maden noch der in einem glippschigen Herz versteckte dritte Schlüssel (...) über die unfreiwillige Grundkomik der Show (...) hinwegtrösten“ konnte.

## Ausstrahlung
Die Sendung wurde am 1. März 2014 erstmals auf ProSieben gezeigt und sollte bei Erfolg der Sendung, ab der zweiten Sendung auf ProSieben Maxx laufen.